# Готска война (402-403)
Готската война през 402 – 403 г. е конфликт между Западната Римска империя и вестготите на Аларих I.

## Ход на военните действия
Римският военачалник Стилихон напада вестготите на Аларих I на сутринта на 6 април 402 г. и ги побеждава в битката при Поленция. Аларих I се оттегля вечерта в Лигурия, реорганизира войската си и през лятото 402 или 403 г. води битка при Верона с римляните и е победен от Стилихон. Готите с Аларих отстъпват от Италия и се оттеглят в областта на Сава.
През 408 г. Аларих завладява Панония и Норик и понеже неговото искане да получи там място за заселване не е прието, се стига до чести обсаждания на Рим.